# Billie Jean King Cup 2023
La Copa Billie Jean King 2023, coneguda oficialment com a Billie Jean King Cup 2023, correspon a la 60a edició de la Billie Jean King Cup, la competició nacional de tennis més important en categoria femenina.
L'equip canadenc va guanyar el primer títol de la seva història després de superar l'equip italià en la final.

## Billie Jean King Cup Finals
Data: 7−12 de novembre de 2023

Seu: Sevilla, Espanya

Superfície: Dura interior
12 equips nacionals participen en l'esdeveniment classificats de la següent forma:
- 2 finalistes del Grup Mundial de l'edició anterior
- 1 país organitzador o convidat
- 9 guanyadors de la fase de classificació

| Alemanya    | Austràlia (F) | Canadà     | Eslovènia |
| Espanya (A) | Estats Units  | França     | Itàlia    |
| Kazakhstan  | Polònia (C)   | Suïssa (G) | Txèquia   |

### Fase de grups
| Grup | Primer    | Primer | Primer | Primer | Segon        | Segon | Segon | Segon | Tercer    | Tercer | Tercer | Tercer |
| Grup | País      | E      | P      | S      | País         | E     | P     | S     | País      | E      | P      | S      |
| ---- | --------- | ------ | ------ | ------ | ------------ | ----- | ----- | ----- | --------- | ------ | ------ | ------ |
| A    | Txèquia   | 2−0    | 5−1    | 10−3   | Estats Units | 1−1   | 4−2   | 8−5   | Suïssa    | 0−2    | 0−6    | 2−12   |
| B    | Eslovènia | 1−1    | 3−3    | 9−6    | Kazakhstan   | 1−1   | 3−3   | 7−8   | Austràlia | 1−1    | 3−3    | 6−8    |
| C    | Canadà    | 2−0    | 6−0    | 12−1   | Espanya      | 1−1   | 2−4   | 5−9   | Polònia   | 0−2    | 1−5    | 4−11   |
| D    | Itàlia    | 2−0    | 5−1    | 11−5   | França       | 1−1   | 4−2   | 10−6  | Alemanya  | 0−2    | 0−6    | 2−12   |

### Quadre
|  | Semifinals 11 de novembre | Semifinals 11 de novembre | Semifinals 11 de novembre |   |        | Final 12 de novembre | Final 12 de novembre | Final 12 de novembre |  |  |  |
|  |                           |                           |                           |   |        |                      |                      |                      |  |  |  |
|  |                           |                           |                           |   |        |                      |                      |                      |  |  |  |
|  |                           | Txèquia                   | 1                         |   |        |                      |                      |                      |  |  |  |
|  |                           | Txèquia                   | 1                         |   |        |                      |                      |                      |  |  |  |
|  |                           | Canadà                    | 2                         |   |        |                      |                      |                      |  |  |  |
|  |                           | Canadà                    | 2                         |   | Canadà | 2                    |                      |                      |  |  |  |
|  |                           |                           |                           |   | Canadà | 2                    |                      |                      |  |  |  |
|  |                           |                           | Itàlia                    | 0 |        |                      |                      |                      |  |  |  |
|  |                           | Itàlia                    | Itàlia                    | 0 | 2      |                      |                      |                      |  |  |  |
|  |                           |                           |                           |   |        |                      |                      |                      |  |  |  |
|  |                           | Eslovènia                 | 0                         |   |        |                      |                      |                      |  |  |  |

### Final
| · Canadà · 2 | Estadio de La Cartuja, Sevilla, Espanya 12 de novembre de 2023 Dura interior | Estadio de La Cartuja, Sevilla, Espanya 12 de novembre de 2023 Dura interior    | · Itàlia · 0 |     |   |             |
| \| \| \| \| 1 \| 2 \| 3 \| \| \| - \| --------------- \| ------------------------------------------------------------------------------- \| --- \| --- \| - \| ----------- \| \| 1 \| Canadà · Itàlia \| Marina Stakusic Martina Trevisan \| 7 5 \| 6 3 \| \| \| \| 2 \| Canadà · Itàlia \| Leylah Fernandez Jasmine Paolini \| 6 2 \| 6 3 \| \| \| \| 3 \| Canadà · Itàlia \| Gabriela Dabrowski / Leylah Fernandez Elisabetta Cocciaretto / Martina Trevisan \| \| \| \| no disputat \| |                                                                              |                                                                                 |              |     |   |             |
| |                                                                              |                                                                                 | 1            | 2   | 3 |             |
| 1 | Canadà · Itàlia                                                              | Marina Stakusic Martina Trevisan                                                | 7 5          | 6 3 |   |             |
| 2 | Canadà · Itàlia                                                              | Leylah Fernandez Jasmine Paolini                                                | 6 2          | 6 3 |   |             |
| 3 | Canadà · Itàlia                                                              | Gabriela Dabrowski / Leylah Fernandez Elisabetta Cocciaretto / Martina Trevisan |              |     |   | no disputat |

## Fase classificació
Dates: 14−15 d'abril de 2023
18 equips nacionals van participar en aquesta ronda per classificar-se per la fase final en sèries basades en el format local-visitant tradicional de la Copa Federació:
- 10 equips participants en les Billie Jean King Cup Finals 2022 excepte els finalistes
- 8 equips guanyadors dels Play-offs de l'edició anterior

Els nou equips vencedors d'aquesta fase es van classificar per les Billie Jean King Cup Finals 2023, mentre que els vuit equips perdedors van accedir als Play-offs d'aquesta edició de la competició.
| Equips caps de sèrie 1. Espanya (núm. 3) 2. Txèquia (núm. 4) 3. França (núm. 5) 4. Canadà (núm. 6) 5. Estats Units (núm. 7) 6. Eslovàquia (núm. 8) 7. Alemanya (núm. 9) 8. Kazakhstan (núm. 10) 9. Romania (núm. 12) | Equips no caps de sèrie - Itàlia (núm. 13) - Bèlgica (núm. 14) - Regne Unit (núm. 15) - Polònia (núm. 16) - Brasil (núm. 17) - Ucraïna (núm. 20) - Mèxic (núm. 23) - Àustria (núm. 30) - Eslovènia (núm. 34) |

| Seu (superfície)                                                      | Equip local      | Resultat | Equip visitant |
| --------------------------------------------------------------------- | ---------------- | -------- | -------------- |
| Club de Tenis Puente Romano, Marbella, Espanya (terra batuda)         | Espanya (1)      | 3 − 1    | Mèxic          |
| Megasaray Club Belek, Antalya, Turquia (terra batuda)                 | Ucraïna          | 1 − 3    | Txèquia (2)    |
| Coventry Building Society Arena, Coventry, Regne Unit (dura interior) | Regne Unit       | 1 − 3    | França (3)     |
| Pacific Coliseum, Vancouver, Canadà (dura interior)                   | Canadà (4)       | 3 − 2    | Bèlgica        |
| Delray Beach Tennis Center, Delray Beach, Estats Units (dura)         | Estats Units (5) | 4 − 0    | Àustria        |
| NTC Arena, Bratislava, Eslovàquia (dura interior)                     | Eslovàquia (6)   | 2 − 3    | Itàlia         |
| Porsche-Arena, Stuttgart, Alemanya (terra batuda interior)            | Alemanya (7)     | 3 − 1    | Brasil         |
| National Tennis Centre, Astanà, Kazakhstan (terra batuda interior)    | Kazakhstan (8)   | 3 − 1    | Polònia        |
| Sport Park Bonifika, Koper, Eslovènia (terra batuda)                  | Eslovènia        | 3 − 2    | Romania (9)    |

## Play-offs
Dates: 11−12 de novembre de 2023
16 equips nacionals van participar en aquesta ronda per classificar-se per la fase final de la següent edició del torneig, en sèries basades en el format local-visitant tradicional. Els vuit guanyadors es classificaven per la fase de classificació mentre que els vuit equips perdedors retornaven als Grups I continentals per la següent edició. Els participants foren els següents:
- 9 equips perdedors de la fase classificatòria
- 7 equips classificats dels Grups I continentals

| Equips caps de sèrie 1. Eslovàquia (núm. 11) 2. Bèlgica (núm. 13) 3. Regne Unit (núm. 14) 4. Brasil (núm. 15) 5. Ucraïna (núm. 16) 6. Romania (núm. 17) 7. Japó (núm. 19) 8. Mèxic (núm. 20) | Equips no caps de sèrie - Argentina (núm. 21) - Àustria (núm. 22) - Sèrbia (núm. 25) - Països Baixos (núm. 26) - Hongria (núm. 27) - Suècia (núm. 28) - Colòmbia (núm. 29) - Corea del Sud (núm. 31) |

| Seu (superfície)                                                  | Equip local    | Resultat | Equip visitant |
| ----------------------------------------------------------------- | -------------- | -------- | -------------- |
| NTC Arena, Bratislava, Eslovàquia (dura interior)                 | Eslovàquia (1) | 3 − 1    | Argentina      |
| Dôme de Charleroi, Charleroi, Bèlgica (dura interior)             | Bèlgica (2)    | 3 − 1    | Hongria        |
| Londres, Regne Unit (dura interior)                               | Regne Unit (3) | 3 − 1    | Suècia         |
| Arena BRB, Brasília, Brasil (terra batuda)                        | Brasil (4)     | 4 − 0    | Corea del Sud  |
| SEB Arena, Vílnius, Ucraïna (dura interior)                       | Ucraïna (5)    | 3 − 1    | Països Baixos  |
| Kraljevo Sports Hall, Kraljevo, Sèrbia (terra batuda interior)    | Sèrbia         | 0 − 4    | Romania (6)    |
| Ariake Coliseum, Tòquio, Japó (dura interior)                     | Japó (7)       | 3 − 2    | Colòmbia       |
| Multiversum Schwechat, Schwechat, Àustria (terra batuda interior) | Àustria        | 2 − 3    | Mèxic (8)      |

## Sector Àfrica/Europa

### Grup I
Els partits del Grup I del sector africano-europeu es van disputar entre el 10 i el 15 d'abril de 2023 sobre terra batuda en el Megasaray Tennis Academy d'Antalya (Turquia). Els onze equips es van dividir en dos grups de cinc i sis equips, el primer de cada grup, més el guanyador d'una eliminatòria entre els dos segons classificats, van accedir al play-off de la fase classificatòria. El darrer classificat de cada grup van descendir al Grup II del sector Àfrica/Europa.
Grup A
|               | Països Baixos | Hongria | Turquia | Egipte | Letònia | V − D | Partits | Pos. |
| Països Baixos |               | 0−3     | 2−1     | 3−0    | 3−0     | 3−1   | 8−4     | 2    |
| Hongria       | 3−0           |         | 1−2     | 3−0    | 2−1     | 3−1   | 9−3     | 1    |
| Turquia       | 1−2           | 2−1     |         | 2−1    | 3−0     | 3−1   | 8−4     | 3    |
| Egipte        | 0−3           | 0−3     | 1−2     |        | 0−3     | 0−4   | 1−11    | 5    |
| Letònia       | 0−3           | 1−2     | 0−3     | 3−0    |         | 1−3   | 4−8     | 4    |

Grup B
|           | Bulgària | Croàcia | Dinamarca | Noruega | Sèrbia | Suècia | V − D | Partits | Pos. |
| Bulgària  |          | 3−0     | 2−1       | 1−2     | 1−2    | 2−1    | 3−2   | 9−6     | 3    |
| Croàcia   | 0−3      |         | 1−2       | 3−0     | 0−3    | 0−3    | 1−4   | 4−11    | 6    |
| Dinamarca | 1−2      | 2−1     |           | 1−2     | 0−3    | 1−2    | 1−4   | 5−10    | 5    |
| Noruega   | 2−1      | 0−3     | 2−1       |         | 1−2    | 0−3    | 2−3   | 5−10    | 4    |
| Sèrbia    | 2−1      | 3−0     | 3−0       | 2−1     |        | 1−2    | 4−1   | 11−4    | 2    |
| Suècia    | 1−2      | 3−0     | 2−1       | 3−0     | 2−1    |        | 4−1   | 11−4    | 1    |

Play-offs
| Ronda       | Subronda     | Equip A       | Resultat | Equip B   |
| ----------- | ------------ | ------------- | -------- | --------- |
| Ascens      | Primer/Segon | Hongria       | 1 − 2    | Suècia    |
| Ascens      | Promoció     | Països Baixos | 2 − 1    | Sèrbia    |
| Cinquè/Sisè |              | Turquia       | 0 − 2    | Bulgària  |
| Setè/Vuitè  |              | Letònia       | 2 − 0    | Noruega   |
| Descens     | Promoció     | Egipte        | 1 − 2    | Dinamarca |
| Descens     | Onzè         |               |          | Croàcia   |

### Grup II
Els partits del Grup II del sector africano-europeu es van disputar entre el 10 i el 15 d'abril de 2023 sobre terra batuda al Jamor Sports Complex d'Oeiras (Portugal). Els onze equips es van dividir en dos grups de sis i cinc equips. Els dos primers de cada grup es van enfrontar en una eliminatòria creuada, de forma que els dos vencedors van accedir al grup I del sector Àfrica/Europa, i el pitjor classificat de cada grup van descendir al Grup III del sector Àfrica/Europa.
Grup A
|                      | Bòsnia i Hercegovina | Grècia | Israel | Malta | Portugal | V − D | Partits | Pos. |
| Bòsnia i Hercegovina |                      | 1−2    | 3−0    | 2−1   | 1−2      | 2−2   | 7−5     | 3    |
| Grècia               | 2−1                  |        | 3−0    | 2−1   | 1−2      | 3−1   | 8−4     | 2    |
| Israel               | 0−3                  | 0−3    |        | 2−1   | 0−3      | 1−3   | 2−10    | 4    |
| Malta                | 1−2                  | 1−2    | 1−2    |       | 1−2      | 0−4   | 4−8     | 5    |
| Portugal             | 2−1                  | 2−1    | 3−0    | 2−1   |          | 4−0   | 9−3     | 1    |

Grup B
|            | Estònia | Geòrgia | Irlanda | Kosovo | Lituània | Sud-àfrica | V − D | Partits | Pos. |
| Estònia    |         | 3−0     | 3−0     | 3−0    | 2−1      | 3−0        | 5−0   | 14−1    | 1    |
| Geòrgia    | 0−3     |         | 2−1     | 3−0    | 2−1      | 3−0        | 4−1   | 10−5    | 2    |
| Irlanda    | 0−3     | 1−2     |         | 1−2    | 0−3      | 1−2        | 0−5   | 3−12    | 6    |
| Kosovo     | 0−3     | 0−3     | 2−1     |        | 0−3      | 3−0        | 2−3   | 5−10    | 4    |
| Lituània   | 1−2     | 1−2     | 3−0     | 3−0    |          | 2−1        | 3−2   | 10−5    | 3    |
| Sud-àfrica | 0−3     | 0−3     | 2−1     | 0−3    | 1−2      |            | 1−3   | 3−12    | 5    |

Play-offs
| Ronda        | Equip A              | Resultat | Equip B    |
| ------------ | -------------------- | -------- | ---------- |
| Ascens       | Portugal             | 2 − 0    | Geòrgia    |
| Ascens       | Grècia               | 2 − 0    | Estònia    |
| Cinquè/Vuitè | Bòsnia i Hercegovina | 2 − 0    | Kosovo     |
| Cinquè/Vuitè | Israel               | 0 − 2    | Lituània   |
| Descens      | Malta                | 2 − 0    | Sud-àfrica |
| Descens      |                      | Irlanda  |            |

### Grup III (Àfrica)
Els partits del Grup III del sector africà es van disputar al Nairobi Club de Nairobi (Kenya) sobre terra batuda entre el 12 i el 17 de juny de 2023. Els dotze equips es van dividir en dos grups de sis equips, on els primers classificats de cada grup es van enfrontar en una eliminatòria per decidir l'equip que va ascendir al Grup II africano-europeu, i els darrers de cada grup es van enfrontar per decidir l'equip que va descendir al Grup IV africà.
Grup A
|            | Marroc | Botswana | Nigèria | Namíbia | Uganda | Kenya | V − D | Partits | Pos. |
| Marroc (1) |        | 3−0      | 3−0     | 3−0     | 3−0    | 1−2   | 4−1   | 13−2    | 1    |
| Botswana   | 0−3    |          | 0−3     | 2−1     | 3−0    | 0−3   | 2−3   | 5−10    | 4    |
| Nigèria    | 0−3    | 3−0      |         | 3−0     | 3−0    | 2−1   | 4−1   | 11−4    | 3    |
| Namíbia    | 0−3    | 1−2      | 0−3     |         | 3−0    | 0−3   | 1−4   | 4−11    | 5    |
| Uganda     | 0−3    | 0−3      | 0−3     | 0−3     |        | 0−3   | 0−5   | 0−15    | 6    |
| Kenya      | 2−1    | 3−0      | 1−2     | 3−0     | 3−0    |       | 4−1   | 12−3    | 2    |

Grup B
|             | Tunísia | Ghana | Burundi | Zimbàbue | Maurici | Seychelles | V − D | Partits | Pos. |
| Tunísia (2) |         | 3−0   | 3−0     | 3−0      | 3−0     | 3−0        | 5−0   | 15−0    | 1    |
| Ghana       | 0−3     |       | 3−0     | 0−3      | 2−1     | 3−0        | 3−2   | 8−7     | 3    |
| Burundi     | 0−3     | 0−3   |         | 1−2      | 0−3     | 3−0        | 1−4   | 4−11    | 5    |
| Zimbàbue    | 0−3     | 3−0   | 2−1     |          | 3−0     | 3−0        | 4−1   | 11−4    | 2    |
| Maurici     | 0−3     | 1−2   | 3−0     | 0−3      |         | 3−0        | 2−3   | 7−8     | 4    |
| Seychelles  | 0−3     | 0−3   | 0−3     | 0−3      | 0−3     |            | 0−5   | 0−15    | 6    |

Play-offs
| Ronda        | Equip A    | Resultat | Equip B     |
| ------------ | ---------- | -------- | ----------- |
| Ascens       | Marroc (1) | 2 − 1    | Tunísia (2) |
| Tercer/Quart | Kenya      | 2 − 1    | Zimbàbue    |
| Cinquè/Sisè  | Nigèria    | 2 − 0    | Ghana       |
| Setè/Vuitè   | Botswana   | 0 − 2    | Maurici     |
| Novè/Desè    | Namíbia    | 1 − 2    | Burundi     |
| Descens      | Uganda     | 2 − 0    | Seychelles  |

### Grup III (Europa)
Els partits del Grup III del sector europeu es van disputar al Tennis Club Jug de Skopje (Macedònia del Nord) sobre terra batuda entre el 19 i el 24 de juny de 2023. Els onze equips es van dividir en dos grups de cinc i sis equips, on els primers classificats de cada grup es van enfrontar en una eliminatòria per decidir l'equip que va ascendir al Grup II africano-europeu.
Grup A
|               | Luxemburg | Xipre | Montenegro | Armènia | San Marino | V − D | Partits | Pos. |
| Luxemburg (1) |           | 1−2   | 3−0        | 1−2     | 3−0        | 2−2   | 8−4     | 3    |
| Xipre         | 2−1       |       | 2−1        | 1−2     | 3−0        | 3−1   | 8−4     | 2    |
| Montenegro    | 0−3       | 1−2   |            | 1−2     | 3−0        | 1−3   | 5−7     | 4    |
| Armènia       | 2−1       | 2−1   | 2−1        |         | 2−1        | 4−0   | 8−4     | 1    |
| San Marino    | 0−3       | 0−3   | 0−3        | 1−2     |            | 0−4   | 1−11    | 5    |

Grup B
|                    | Finlàndia | Macedònia del Nord | Moldàvia | Albània | Islàndia | Azerbaidjan | V − D | Partits | Pos. |
| Finlàndia (2)      |           | 1−2                | 3−0      | 3−0     | 3−0      | 3−0         | 4−1   | 13−2    | 2    |
| Macedònia del Nord | 2−1       |                    | 3−0      | 3−0     | 3−0      | 3−0         | 5−0   | 14−1    | 1    |
| Moldàvia           | 0−3       | 0−3                |          | 3−0     | 3−0      | 3−0         | 3−2   | 9−6     | 3    |
| Albània            | 0−3       | 0−3                | 0−3      |         | 3−0      | 3−0         | 2−3   | 6−9     | 4    |
| Islàndia           | 0−3       | 0−3                | 0−3      | 0−3     |          | 3−0         | 1−4   | 3−12    | 5    |
| Azerbaidjan        | 0−3       | 0−3                | 0−3      | 0−3     | 0−3      |             | 0−5   | 0−15    | 6    |

Play-offs
| Ronda        | Equip A       | Resultat | Equip B            |
| ------------ | ------------- | -------- | ------------------ |
| Ascens       | Armènia       | 1 − 2    | Macedònia del Nord |
| Tercer/Quart | Xipre         | 0 − 3    | Finlàndia (2)      |
| Cinquè/Sisè  | Luxemburg (1) | 2 − 1    | Moldàvia           |
| Setè/Vuitè   | Montenegro    | 0 − 2    | Albània            |
| Novè/Desè    | San Marino    | 1 − 2    | Islàndia           |
| Onzè         |               |          | Azerbaidjan        |

### Grup IV (Àfrica)
Els partits del Grup IV del sector africà es van disputar a l'Ecology Tennis Club de Kigali (Ruanda) sobre terra batuda entre el 5 i el 10 de juny de 2023. Els onze països es van dividir en dos grups de cinc i sis equips, on els primers de cada grup van disputar una eliminatòria per decidir l'equip que va ascendir el Grup III del sector africà.
Grup A
|            | Ruanda | Angola | Etiòpia | Moçambic | Tanzània | V − D | Partits | Pos. |
| Ruanda (2) |        | 3−0    | 3−0     | 3−0      | 1−2      | 3−1   | 10−2    | 2    |
| Angola     | 0−3    |        | 2−1     | 0−3      | 1−2      | 1−4   | 3−9     | 4    |
| Etiòpia    | 0−3    | 3−0    |         | 3−0      | 1−2      | 2−2   | 7−5     | 3    |
| Moçambic   | 0−3    | 1−2    | 0−3     |          | 0−3      | 0−4   | 1−11    | 5    |
| Tanzània   | 2−1    | 2−1    | 2−1     | 3−0      |          | 4−0   | 9−3     | 1    |

Grup B
|                    | Rep. del Congo | Camerun | R.D. del Congo | Lesotho | Madagascar | Senegal | V − D | Partits | Pos. |
| Rep. del Congo (1) |                | 0−3     | 0−3            | 0−3     | 0−3        | 0−3     | 0−5   | 0−15    | 6    |
| Camerun            | 3−0            |         | 3−0            | 3−0     | 1−2        | 3−0     | 4−1   | 13−2    | 2    |
| R.D. del Congo     | 3−0            | 0−3     |                | 3−0     | 0−3        | 2−1     | 3−2   | 8−7     | 3    |
| Lesotho            | 3−0            | 0−3     | 0−3            |         | 0−3        | 0−3     | 4−1   | 3−12    | 5    |
| Madagascar         | 3−0            | 2−1     | 3−0            | 3−0     |            | 3−0     | 5−0   | 14−1    | 1    |
| Senegal            | 3−0            | 0−3     | 1−2            | 3−0     | 0−3        |         | 2−3   | 7−8     | 4    |

Play-offs
| Ronda        | Equip A    | Resultat | Equip B            |
| ------------ | ---------- | -------- | ------------------ |
| Ascens       | Tanzània   | 0 − 3    | Madagascar         |
| Tercer/Quart | Ruanda (2) | 0 − 3    | Camerun            |
| Cinquè/Sisè  | Etiòpia    | 2 − 1    | R.D. del Congo     |
| Setè/Vuitè   | Angola     | 0 − 2    | Senegal            |
| Novè/Desè    | Moçambic   | 0 − 2    | Lesotho            |
| Onzè         |            |          | Rep. del Congo (1) |

## Sector Amèrica

### Grup I
Els partits del Grup I del sector americà es van disputar entre l'11 i el 15 d'abril de 2023 sobre terra batuda en el Tennis Golf Club de Cúcuta (Colòmbia). Els sis equips es van encabir en un sol grup on els dos primers classificats van accedir al play-off de la fase classificatòria. Els dos últims del grup van descendir al Grup II del sector Amèrica.
Grup A
|           | Argentina | Bolívia | Colòmbia | Guatemala | Perú | Xile | V − D | Partits | Pos. |
| Argentina |           | 3−0     | 3−0      | 3−0       | 2−1  | 3−0  | 5−0   | 14−1    | 1    |
| Bolívia   | 0−3       |         | 0−3      | 1−2       | 1−2  | 0−2  | 0−5   | 2−12    | 6    |
| Colòmbia  | 0−3       | 3−0     |          | 3−0       | 2−1  | 3−0  | 4−1   | 11−4    | 2    |
| Guatemala | 0−3       | 2−1     | 0−3      |           | 1−2  | 0−3  | 1−4   | 3−12    | 5    |
| Perú      | 1−2       | 2−1     | 1−2      | 2−1       |      | 1−2  | 2−3   | 7−8     | 4    |
| Xile      | 0−3       | 2−0     | 0−3      | 3−0       | 2−1  |      | 3−2   | 7−7     | 3    |

### Grup II
Els partits del Grup II del sector americà es van disputar entre el 26 i el 29 de juliol de 2023 sobre pista dura en el Centro Nacional De Tenis Parque Del Este de Santo Domingo (República Dominicana). Els vuit equips es van dividir en dos grups de quatre equips. Els dos primers classificats de cada grup es van enfrontar en una eliminatòria creuada, on els dos guanyadors van ascendir al grup I del sector Amèrica, els dos pitjors classificats de cada grup es van enfrontar en una eliminatòria creuada per decidir els dos perdedors que van descendir al Grup III del sector Amèrica.
Grup A
|                      | Uruguai | República Dominicana | Equador | Hondures | V − D | Partits | Pos. |
| Uruguai (1)          |         | 2−1                  | 1−2     | 2−1      | 2−1   | 5−4     | 2    |
| República Dominicana | 1−2     |                      | 1−2     | 1−2      | 0−3   | 3−6     | 4    |
| Equador              | 2−1     | 2−1                  |         | 3−0      | 3−0   | 7−2     | 1    |
| Hondures             | 1−2     | 2−1                  | 1−2     |          | 1−2   | 4−5     | 3    |

Grup B
|              | Paraguai | Veneçuela | Bahames | Costa Rica | V − D | Partits | Pos. |
| Paraguai (2) |          | 0−3       | 3−0     | 3−0        | 2−1   | 6−3     | 2    |
| Veneçuela    | 3−0      |           | 3−0     | 3−0        | 3−0   | 9−0     | 1    |
| Bahames      | 0−3      | 0−3       |         | 2−1        | 1−2   | 2−7     | 3    |
| Costa Rica   | 0−3      | 0−3       | 1−2     |            | 0−3   | 1−8     | 4    |

Play-offs
| Ronda   | Equip A              | Resultat | Equip B      |
| ------- | -------------------- | -------- | ------------ |
| Ascens  | Equador              | 2 − 1    | Paraguai (2) |
| Ascens  | Uruguai (1)          | 0 − 2    | Veneçuela    |
| Descens | Hondures             | 2 − 1    | Costa Rica   |
| Descens | República Dominicana | 2 − 0    | Bahames      |

### Grup III
Els partits del Grup III del sector americà es van disputar entre el 18 i el 22 de juliol de 2023 sobre terra batuda en el Federación Panameña de Tenis de Ciutat de Panamà (Panamà). Els deu països es van dividirs en dos grups de cinc equips, els dos primers de cada grup es van enfrontar en una eliminatòria per decidir els dos equips que van ascendir al Grup II del sector americà.
Grup A
|                   | Puerto Rico | Cuba | Barbados | Bermudes | Antigua i Barbuda | V − D | Partits | Pos. |
| Puerto Rico (1)   |             | 3−0  | 2−1      | 3−0      | 3−0               | 4−0   | 11−1    | 1    |
| Cuba              | 0−3         |      | 2−1      | 3−0      | 3−0               | 3−1   | 8−4     | 2    |
| Barbados          | 1−2         | 1−2  |          | 3−0      | 3−0               | 2−2   | 8−4     | 3    |
| Bermudes          | 0−3         | 0−3  | 0−3      |          | 2−1               | 1−3   | 2−10    | 4    |
| Antigua i Barbuda | 0−3         | 0−3  | 0−3      | 1−2      |                   | 0−4   | 1−11    | 5    |

Grup B
|                         | El Salvador | Panamà | Jamaica | Aruba | Illes Verges Americanes | V − D | Partits | Pos. |
| El Salvador (2)         |             | 1−2    | 1−2     | 2−1   | 0−3                     | 1−3   | 4−8     | 4    |
| Panamà                  | 2−1         |        | 2−1     | 3−0   | 3−0                     | 4−0   | 10−2    | 1    |
| Jamaica                 | 2−1         | 1−2    |         | 3−0   | 3−0                     | 3−1   | 9−3     | 2    |
| Aruba                   | 1−2         | 0−3    | 0−3     |       | 0−3                     | 0−4   | 1−11    | 5    |
| Illes Verges Americanes | 3−0         | 0−3    | 0−3     | 3−0   |                         | 2−2   | 6−6     | 3    |

Play-offs
| Ronda       | Equip A           | Resultat | Equip B                 |
| ----------- | ----------------- | -------- | ----------------------- |
| Ascens      | Puerto Rico (1)   | 2 − 0    | Jamaica                 |
| Ascens      | Cuba              | 2 − 1    | Panamà                  |
| Cinquè/Sisè | Barbados          | 0 − 2    | Illes Verges Americanes |
| Setè/Vuitè  | Bermudes          | 0 − 2    | El Salvador (2)         |
| Novè/Desè   | Antigua i Barbuda | 0 − 2    | Aruba                   |

## Sector Àsia/Oceania

### Grup I
Els partits del Grup I del sector asiàtico-oceànic es van disputar entre l'11 i el 15 d'abril de 2023 sobre pista dura en el Olympic Tennis School de Taixkent (Uzbekistan). Els sis equips es van encabir en un sol grup on els dos primers classificats van accedir al ply-off de la fase classificatòria i els dos darrers classificats van descendir al Grup II del sector Àsia/Oceania.
Grup A
|                 | Corea del Sud | Índia | Japó | Tailàndia | Uzbekistan | R.P. de la Xina | V − D | Partits | Pos. |
| Corea del Sud   |               | 2−1   | 0−3  | 0−3       | 3−0        | 2−1             | 3−2   | 7−8     | 2    |
| Índia           | 1−2           |       | 0−3  | 2−1       | 3−0        | 0−3             | 2−3   | 6−9     | 4    |
| Japó            | 3−0           | 3−0   |      | 2−1       | 3−0        | 2−0             | 5−0   | 13−1    | 1    |
| Tailàndia       | 3−0           | 1−2   | 1−2  |           | 2−0        | 0−3             | 2−3   | 7−7     | 5    |
| Uzbekistan      | 0−3           | 0−3   | 0−3  | 0−2       |            | 0−3             | 0−5   | 0−14    | 6    |
| R.P. de la Xina | 1−2           | 3−0   | 0−2  | 3−0       | 3−0        |                 | 3−2   | 10−4    | 3    |

### Grup II
Els partits del Grup II del sector asiàtic-oceànic es van disputar entre el 24 i el 29 de juliol de 2023 sobre pista dura en el National Tennis Center de Kuala Lumpur (Malàisia). Els dotze països es van dividir en dos grups de sis equips, els dos primers classificats de cada grup es van enfrontar en una eliminatòria per decidir els dos equips que van ascendir al Grup I del sector asiàtic-oceànic, mentre que els dos pitjors de cada grup es van enfrontar en una eliminatòria per decidir els dos equips que van descendir al Grup III del sector.
Grup A
|                 | Xina Taipei | Guam | Hong Kong | Pacific Oceania | Pakistan | Singapur | V − D | Partits | Pos. |
| Xina Taipei     |             | 3−0  | 2−1       | 1−2             | 2−1      | 3−0      | 4−1   | 11−4    | 2    |
| Guam            | 0−3         |      | 0−3       | 0−3             | 1−2      | 0−3      | 0−5   | 1−14    | 6    |
| Hong Kong       | 1−2         | 3−0  |           | 0−3             | 3−0      | 2−1      | 3−2   | 9−6     | 3    |
| Pacific Oceania | 2−1         | 3−0  | 3−0       |                 | 3−0      | 3−0      | 5−0   | 14−1    | 1    |
| Pakistan        | 1−2         | 2−1  | 0−3       | 0−3             |          | 0−3      | 1−4   | 3−12    | 5    |
| Singapur        | 0−3         | 3−0  | 1−2       | 0−3             | 3−0      |          | 2−3   | 7−8     | 4    |

Grup B
|              | Indonèsia | Malàisia | Mongòlia | Nova Zelanda | Sri Lanka | Turkmenistan | V − D | Partits | Pos. |
| Indonèsia    |           | 3−0      | 2−1      | 1−2          | 3−0       | 3−0          | 4−1   | 12−3    | 2    |
| Malàisia     | 0−3       |          | 1−2      | 0−3          | 3−0       | 3−0          | 2−3   | 7−8     | 4    |
| Mongòlia     | 1−2       | 2−1      |          | 2−1          | 3−0       | 3−0          | 4−1   | 11−4    | 3    |
| Nova Zelanda | 2−1       | 3−0      | 1−2      |              | 3−0       | 3−0          | 4−1   | 12−3    | 1    |
| Sri Lanka    | 0−3       | 0−3      | 0−3      | 0−3          |           | 2−1          | 1−4   | 2−13    | 5    |
| Turkmenistan | 0−3       | 0−3      | 0−3      | 0−3          | 1−2       |              | 0−5   | 1−14    | 6    |

Play-offs
| Ronda        | Equip A         | Resultat | Equip B      |
| ------------ | --------------- | -------- | ------------ |
| Ascens       | Pacific Oceania | 2 − 0    | Indonèsia    |
| Ascens       | Xina Taipei     | 2 − 1    | Nova Zelanda |
| Cinquè/Vuitè | Hong Kong       | 0 − 2    | Malàisia     |
| Cinquè/Vuitè | Singapur        | 0 − 2    | Mongòlia     |
| Descens      | Pakistan        | 2 − 0    | Turkmenistan |
| Descens      | Guam            | 0 − 2    | Sri Lanka    |

### Grup III
Els partits del Grup III del sector asiàtico-oceànic es van disputar entre el 17 i el 21 d'octubre de 2023 sobre pista dura en el Bahrain Tennis Federation d'Isa Town (Bahrain). Els equips es van dividir en quatre grups, dos de tres i dos de quatre equips, on els primers classificats de cada grup es van enfrontar en una eliminatòria per decidir els dos països que van ascendir al Grup II del sector.
Grup A
|                | Iran | Iraq | Aràbia Saudita | V − D | Partits | Pos. |
| Iran           |      | 3−0  | 3−0            | 2 − 0 | 6 − 0   | 1    |
| Iraq           | 0−3  |      | 0−3            | 0 − 2 | 0 − 6   | 3    |
| Aràbia Saudita | 0−3  | 3−0  |                | 1 − 1 | 3 − 3   | 2    |

Grup B
|             | Bhutan | Kirguizstan | Vietnam | V − D | Partits | Pos. |
| Bhutan      |        | 0−3         | 0−3     | 0 − 2 | 0 − 6   | 3    |
| Kirguizstan | 3−0    |             | 3−0     | 2 − 0 | 6 − 0   | 1    |
| Vietnam     | 3−0    | 0−3         |         | 1 − 1 | 3 − 3   | 2    |

Grup C
|             | Brunei | Nepal | Qatar | Tadjikistan | V − D | Partits | Pos. |
| Brunei      |        | 0−3   | 0−3   | 3−0         | 1 − 2 | 3 − 6   | 3    |
| Nepal       | 3−0    |       | 1−2   | 3−0         | 2 − 1 | 7 − 2   | 2    |
| Qatar       | 3−0    | 2−1   |       | 3−0         | 3 − 0 | 8 − 1   | 1    |
| Tadjikistan | 0−3    | 0−3   | 0−3   |             | 0 − 3 | 0 − 9   | 4    |

Grup D
|          | Bahrain | Laos | Macau | Maldives | V − D | Partits | Pos. |
| Bahrain  |         | 0−3  | 0−3   | 0−3      | 0 − 3 | 0 − 9   | 4    |
| Laos     | 3−0     |      | 3−0   | 2−1      | 3 − 0 | 8 − 1   | 1    |
| Macau    | 3−0     | 0−3  |       | 1−2      | 1 − 2 | 4 − 5   | 3    |
| Maldives | 3−0     | 1−2  | 2−1   |          | 2 − 1 | 6 − 3   | 2    |

Play-offs
| Ronda          | Equip A        | Resultat | Equip B  |
| -------------- | -------------- | -------- | -------- |
| Ascens         | Iran           | 3 − 0    | Laos     |
| Ascens         | Kirguizstan    | 3 − 0    | Qatar    |
| Cinquè/Vuitè   | Aràbia Saudita | 1 − 2    | Maldives |
| Cinquè/Vuitè   | Vietnam        | 3 − 0    | Nepal    |
| Novè/Dotzè     | Iraq           | 0 − 3    | Macau    |
| Novè/Dotzè     | Bhutan         | 3 − 0    | Brunei   |
| Tretzè/Catorzè | Tadjikistan    | ND       | Bahrain  |

## Resum
| Grup         | Grup      | Països                                                             |
| ------------ | --------- | ------------------------------------------------------------------ |
| Grup Mundial | Campió    | Canadà                                                             |
| Grup Mundial | Finalista | Itàlia                                                             |
| Grup I       | Descens   | Bolívia, Croàcia, Egipte, Guatemala, Tailàndia, Uzbekistan         |
| Grup II      | Ascens    | Equador, Grècia, Pacific Oceania, Portugal, Xina Taipei, Veneçuela |
| Grup II      | Descens   | Costa Rica, Bahames, Guatemala, Irlanda, Sud-àfrica, Turkmenistan  |
| Grup III     | Ascens    | Cuba, Iran, Kirguizstan, Macedònia del Nord, Marroc, Puerto Rico   |
| Grup III     | Descens   | Seychelles                                                         |
| Grup IV      | Ascens    | Madagascar                                                         |